# Helene Costello
Helene Costello (New York, 1906. június 21. – San Bernardino, 1957. január 26.) amerikai színésznő, Dolores Costello testvérhúga.

## Életpályája
1909-től szerepelt a Vitagraph vállalatnál, majd 1925-től a Warner Bros.-nál. 1960-ban csillagot kapott a Hollywood Walk of Fame-en.

## Munkássága
1909-ben debütált a Nyomorultak című filmben, ahol édesapja mellett játszott. Nővérével, Dolores Costellóval együtt színpadon és varietékben is fellépett, de sikerei tetőfokán is csak „másodhegedűs” maradt.

## Családja
Szülei: Maurice Costello (1877–1950) és Mae Costello (1882–1929) színészek voltak. Dolores Costello (1903–1979) amerikai színésznő testvére volt. John Barrymore (1882–1942) amerikai színész sógornője volt. John Drew Barrymore (1932–2004) amerikai színész és Drew Barrymore (1975) színésznő nagynénje volt. 1927–1928 között John W. Regan volt a férje. 1930–1932 között Lowell Sherman (1888–1934) amerikai színész-rendező volt a párja. 1933–1939 között Arturo de Barrio-val élt házasságban. 1940–1948 között George ("Lee") Le Blanc lett a férje. Egy lányuk született: Deidre Le Blanc (1941).

## Filmjei
- Nyomorultak I. (Les Miserables (Part I)) (1909)
- Szentivánéji álom (A Midsummer Night's Dream) (1909)
- A muskátli (The Geranium) (1911)
- Rip van Winkle (1912)
- Cleopatra (1912)
- Házassági manőverek (Matrimonial Manoeuvres) (1913)
- Don Juan (1926)
- Ujjlenyomatok (Finger Prints) (1927)
- A szerencsevadász (The Fortune Hunter) (1927)
- A régi Kentuckyban (In Old Kentucky) (1927)
- A cirkuszkölyök (The Circus Kid) (1928)
- New York fényei (Lights of New York) (1928)
- Látványok látványa (The Show of Shows) (1929)
- Riffraff (1936)
- A fekete hattyú (1942)